# Richard Jobson (Entdecker)

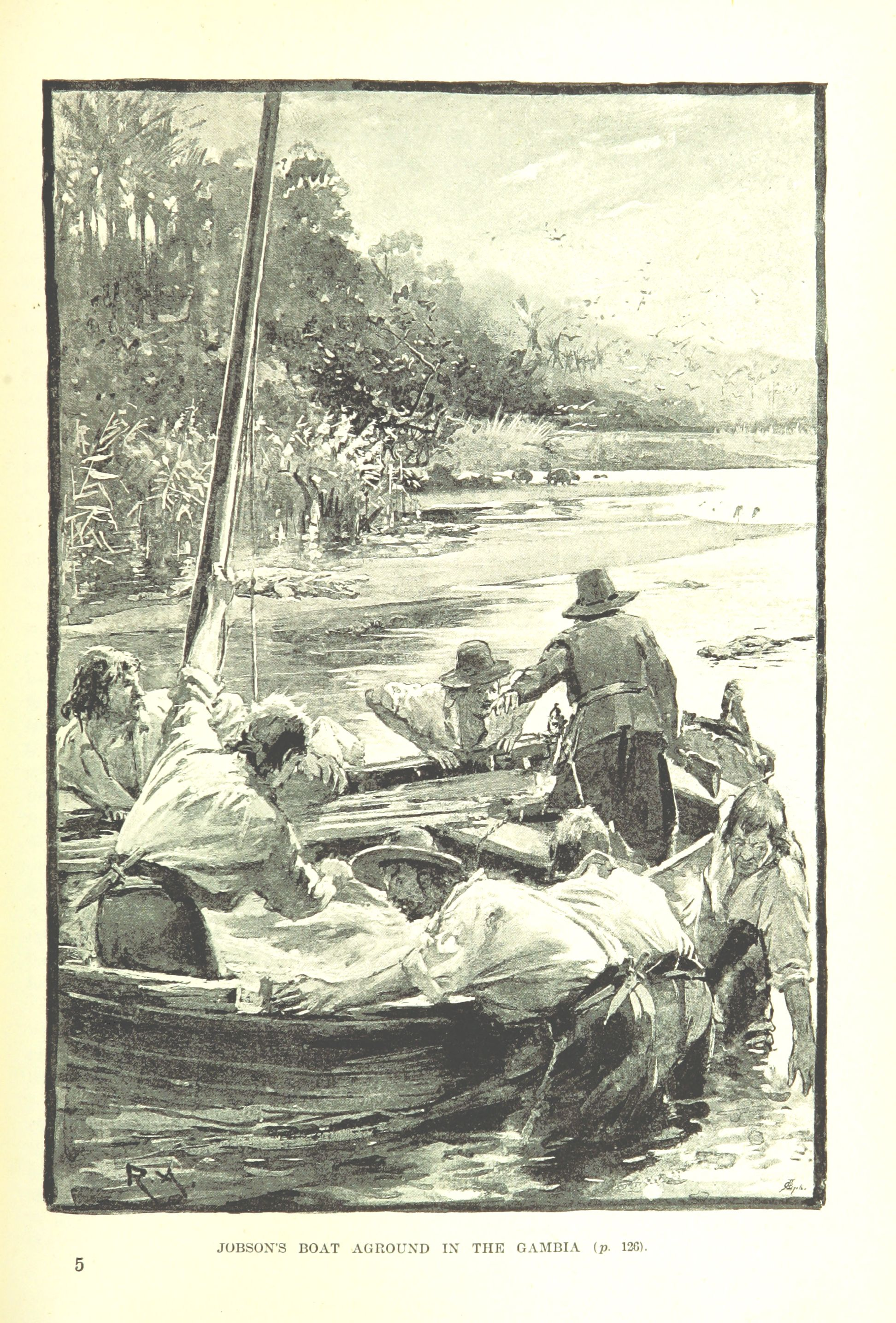
Jobson in Gambia

Richard Jobson war ein englischer Entdecker des 17. Jahrhunderts.
Jobson bereiste und erkundete von 1620 bis 1621 den westafrikanischen Fluss Gambia. Im Januar 1621 erreichte er die Barrakunda Falls, rund 500 Kilometer von der Mündung in den Atlantischen Ozean entfernt. Einen Monat später erreichte er weiter östlich das Reich Tenda. Im Mai verließ er den Gambia, wurde aber 1624 mit einer weiteren Expedition am Fluss beauftragt, die jedoch nicht erfolgreich war.
Über die erste Reise verfasste er das Buch The Golden Trade. In diesem Werk findet sich auch die erste Beschreibung des Spiels Mancala durch einen Europäer. Später brachte er das Buch The Discovery of the Country of King Solomon heraus.